# Sophie Giger
Sophie Anna Giger (* 21. Dezember 1995 in Zürich) ist eine ehemalige Schweizer Synchronschwimmerin. Sie beendete ihre Karriere nach der Teilnahme an den Olympischen Sommerspielen 2016 in Rio de Janeiro, an welchen sie zusammen mit Sascia Kraus im Duett startete. Sie erreichten an diesem Wettkampf als eine persönliche Bestleistung den 14. Rang.

## Werdegang
Seit ihrem siebten Lebensjahr übt Sophie Giger das Synchronschwimmen aus. Sie startet bei den Limmat-Nixen Zürich und holte sich in ihrer Karriere manche nationale und internationale Medaille.

## Erfolge
Soweit nicht anders angegeben handelt es sich bei den Ergebnissen um Erfolge als Synchronschwimmerin in der Gruppe.

### Meilensteine
- Mehrfache Schweizermeisterin im Synchronschwimmen
- seit 2011 Teilnahme an Junioren- sowie Elite Europa- und Weltmeisterschaften
- mit Sascia Kraus als Duett seit 2013
- Duett-Erfolge seit 2014
- Verleihung des Sportpreis 2015 der Stadt Uster

### 2016 International
- 14. Rang Duett mit Sascia Kraus an den Olympischen Sommerspielen in Rio[1]
- 2. Rang Duett mit Sascia Kraus an den Ukrainian Open[2]
- 6. Rang Duett mit Sascia Kraus an den Japan Open[3]
- 6. Rang Duett Free mit Sascia Kraus an der Europameisterschaft in London[4]
- 6. Rang Duett Tech mit Sascia Kraus an der Europameisterschaft in London[5]

### 2015 International
- 16. Rang Duett Free mit Sascia Kraus an den Weltmeisterschaften[6]
- 17. Rang Duett Tech mit Sascia Kraus an den Weltmeisterschaften[7]
- 15. Rang Team Tech an den Weltmeisterschaften[8]
- 13. Rang Combo an den Weltmeisterschaften[9]
- 3. Rang Duett mit Sascia Kraus an den Japan Open[10]
- 11. Rang Duett Free mit Sascia Kraus am Europa-Cup[11]
- 12. Rang Duett Tech mit Sascia Kraus am Europa-Cup[12]
- 8. Rang Team Free am Europa-Cup[13]
- 8. Rang Team Tech am Europa-Cup[14]
- 5. Rang Combo am Europa-Cup[15]
- 2. Rang Duett mit Sascia Kraus an den German Open[16]

### 2014 International
- 13. Rang Duett mit Sascia Kraus am World Cup Quebec[17]
- 8. Rang Duett mit Sascia Kraus an den Europameisterschaften Berlin[18]
- 8. Rang Team an den Europameisterschaften Berlin[19]
- 6. Rang Combo an den Europameisterschaften Berlin[20]
- 7. Rang Duett mit Sascia Kraus an den Japan Open[21]
- 10. Rang Duett mit Sascia Kraus an den German Open[22]

### Schweizermeisterschaften
- 1. Rang Duett mit Sascia Kraus an den Elite-SM 2016 in Näfels[23]
- 1. Rang Duett mit Sascia Kraus an den Elite-SM 2015 in Genf[24]
- 1. Rang Team an den Elite-SM 2015 in Genf[25]
- 1. Rang Combo an den Elite-SM 2015 in Genf[26]
- 1. Rang Duett mit Sascia Kraus an den Elite-SM 2014 in Lausanne[27]
- 1. Rang Team an den Elite-SM 2014 in Lausanne[28]
- 1. Rang Combo an den Elite-SM 2014 in Lausanne[29]